# Zouhaïr Awad
Zouhaïr Awad (arabisch زهير عواد, DMG Zuhair ʿAwwād, * 7. April 1989) ist ein bahrainischer Leichtathlet marokkanischer Herkunft, der sich auf den Langstreckenlauf spezialisiert hat und seit 2015 für Bahrain startberechtigt ist.

## Sportliche Laufbahn
Erste internationale Erfahrungen sammelte Zouhaïr Awad im Jahr 2015, als er bei den Militärweltspielen in Mungyeong in 13:26,19 min die Silbermedaille im 5000-Meter-Lauf hinter seinem Landsmann Albert Rop gewann. Im Jahr darauf nahm er über diese Distanz an den Olympischen Sommerspielen in Rio de Janeiro teil und kam dort im Vorlauf nicht ins Ziel. 2017 verpasste er dann bei den Weltmeisterschaften in London mit 13:29,28 min den Finaleinzug. 2021 siegte er in 13:30,25 min bei den Arabischen Meisterschaften in Radès und im Jahr darauf belegte er bei den Islamic Solidarity Games in Konya in 3:57,08 min den sechsten Platz im 1500-Meter-Lauf. 2023 gewann er bei den Panarabischen Spielen in Algier in 3:38,17 min die Bronzemedaille über 1500 Meter hinter den Marokkanern Abdellatif Sadiki und Fouad Messaoudi gewann und mit der bahrainischen 4-mal-400-Meter-Staffel in 3:21,51 min den vierten Platz belegte. Im Oktober belegte er dann bei den Asienspielen in Hangzhou in 3:40,69 min den fünften Platz über 1500 Meter.
2022 wurde Awad bahrainischer Meister im 1500- und 3000-Meter-Lauf.

## Persönliche Bestleistungen
- 1500 Meter: 3:38,17 min, 5. Juli 2023 in Algier
- 3000 Meter: 7:39,31 min, 16. Juli 2017 in Rabat
- 5000 Meter: 13:14,16 min, 30. Juni 2016 in Barcelona